# SNVI
SNVI（エスエヌヴィ 仏: Société nationale des véhicules industriels 英: National Vehicles of Industrial Vehicles）はアルジェリアのアルジェ、ルイバ工業団地に本拠を置く貨物自動車とバスの製造開発を行う企業。またトラックやバス以外に消防車、軍事用トラック、特殊車両の製造と開発も行っている。
SNVIはソナコム（Sonacom 仏: Société nationale de construction mécanique, 英: National Mechanical Construction）の子会社となる。

## 概要
1967年8月9日、フランスの自動車メーカーであったベリエ（Société africaine des automobiles Berliet）のフランス統治時代の工場と設備を継承し、フランスの政府命令「67-150」により、アルジェリア政府によって設立される。
2011年にはアフリカ諸国や中東の一部地域に対し2007台の車両の輸出実績を残している。

## モータースポーツ
SNVIは1980年のパリ・ダカールラリーのカミオンクラスに初出場しており、大型トラック3台でエントリーし、優勝、3位、4位の成績を残している。

## 生産車種

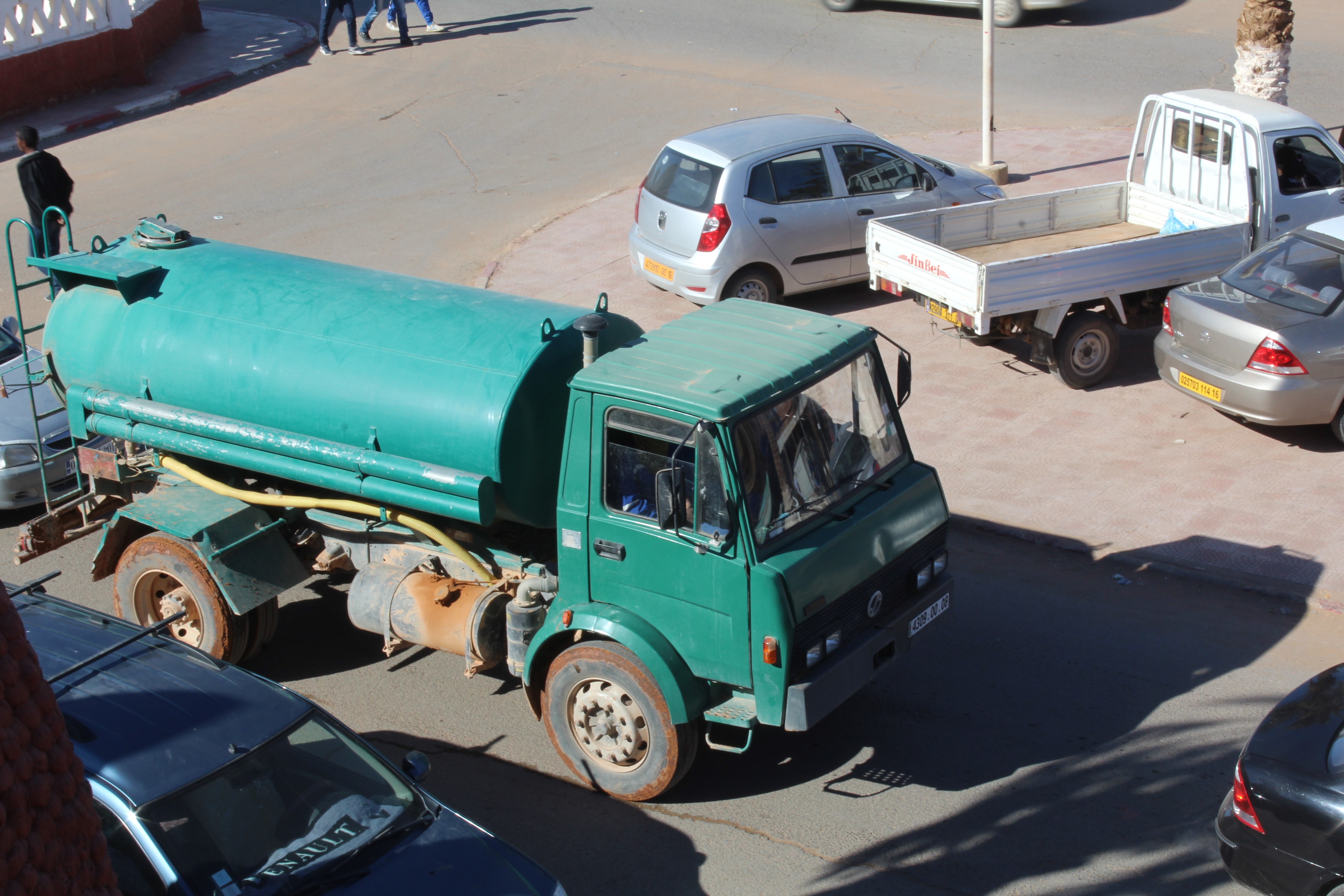
K 120

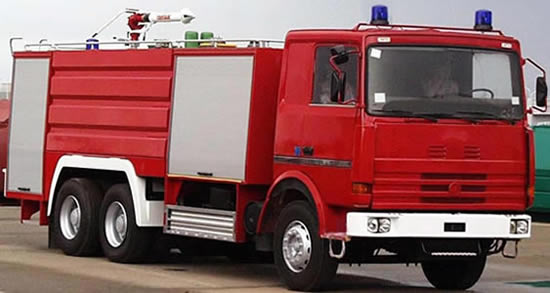
B 260をベースに製造された消防車

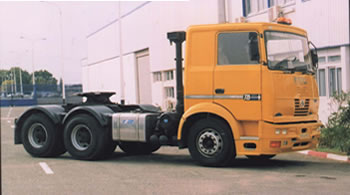
TB 400

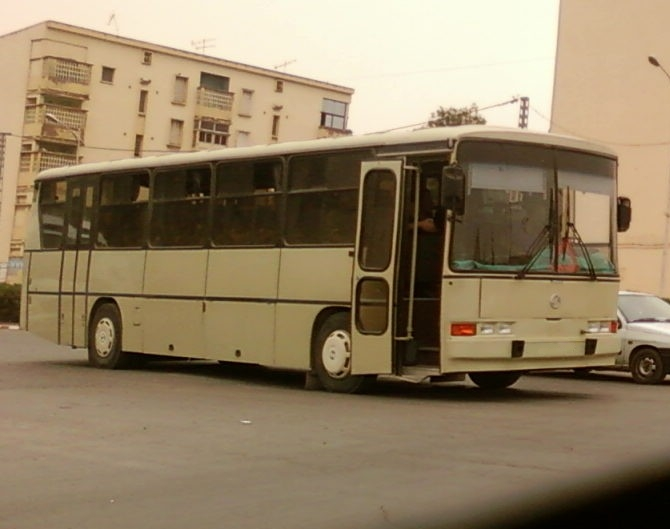
Safir

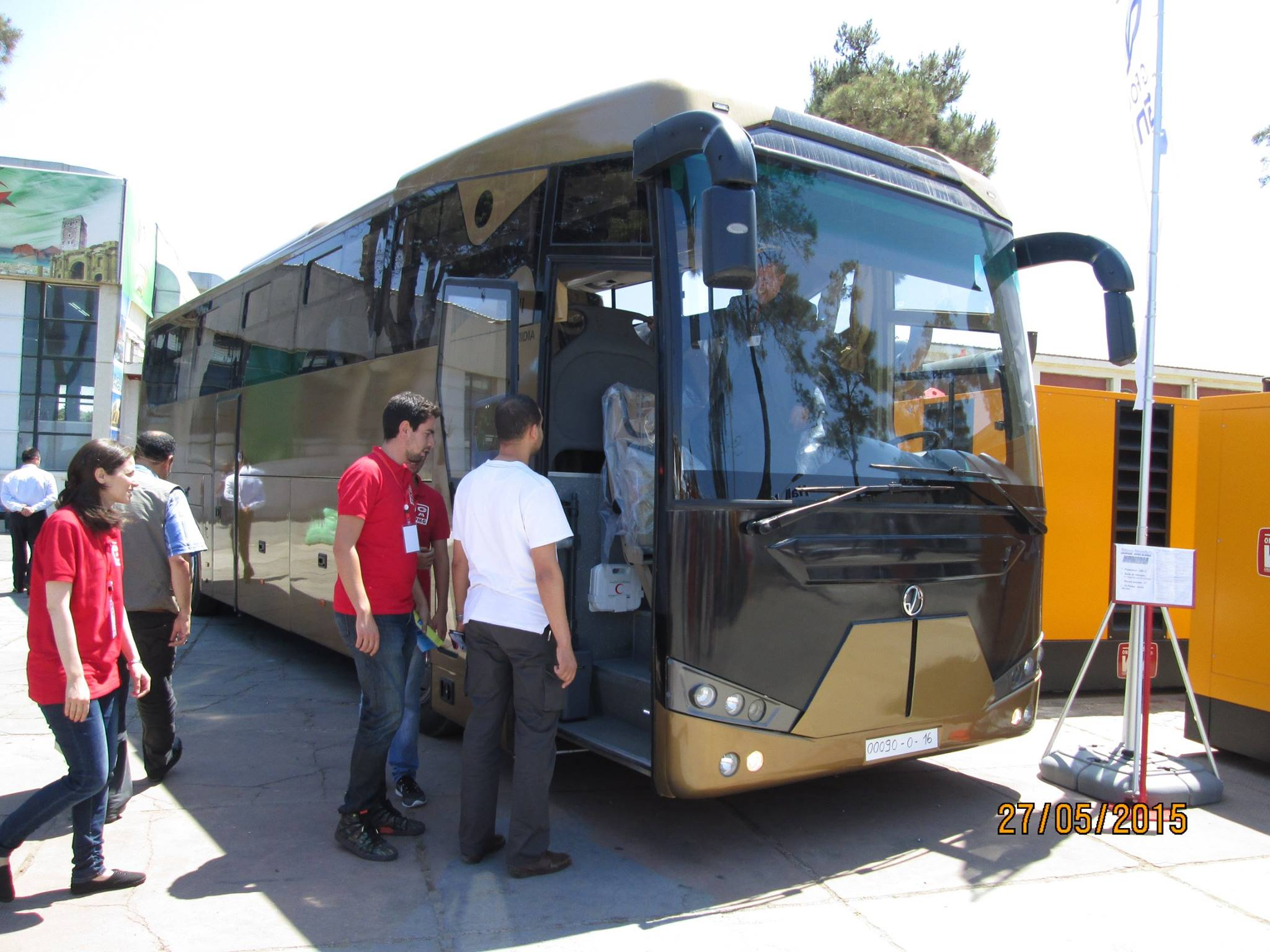
Numidia

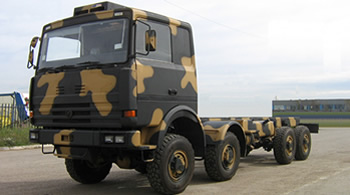
M350

### トラック[3]
- B 260（中型）
- B 400（大型）
- C 260

大型ダンプ
- K 66（小型）

この車体をベースに数多くの特殊車両製造する。
- K 120（小型）

#### トラクター
- TB 400

#### 全輪駆動車
- M 120（中型）
- M 230（大型）

### バス[5]
- SAFIR interurbain（大型高速バス）

インターアーバン
- SAFIR climatisé（大型高速バス）

エアコン付き車両
- NUMIDIA（大型高速バス）
- FENNEC（大型高速バス）
- Minicar 34L4 Atakor（大型高速バス）
- 100 L6（大型路線バス）
- 100 V8（大型路線バス）
- 25 L4（中型バス）

### 軍用車両[6]
- M120（中大型）
- M230（中大型）
- M260（中大型）
- M350 8×8（トラクター）
- K66（小型）
- K120（小型）
- C260（大型）
- B260（大型）
- B400（大型ダンプ）
- 38 L6（大型バス）
- 18 L4（マイクロバス）

### 特殊車両・車体（トレーラー含む）[7]
- タンクローリー
- バラセメント（バルク）
- ミキサー
- 極低床トレーラー
- ゴミ収集車
- バケット（アームロール）
- 積載トレーラー